# الانتخابات الرئاسية الكورية الجنوبية 1981
الانتخابات الرئاسية الكورية الجنوبية 1981 هي انتخابات رئاسية ‏ جرت في 25 فبراير 1981، في كوريا الجنوبية، لانتخاب رئيس كوريا الجنوبية.
فاز بالانتخابات تشون دو هوان.